# Olios skwarrae
Olios skwarrae là một loài nhện trong họ Sparassidae.
Loài này thuộc chi Olios. Olios skwarrae được Carl Friedrich Roewer miêu tả năm 1933.